# Dogfight
|  | No s'ha de confondre amb Dogfight (pel·lícula). |

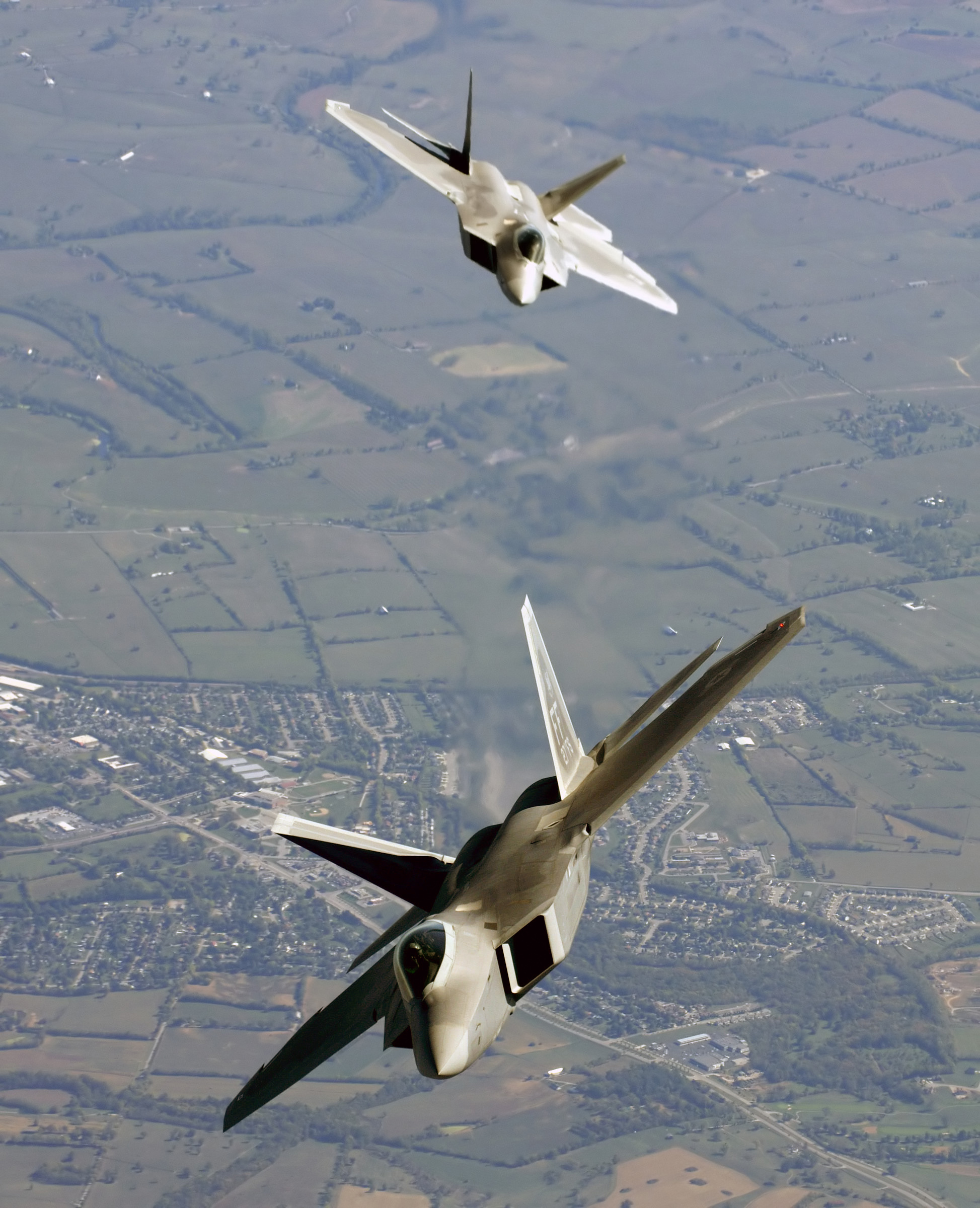
Dos caces F-22 Raptor volant sobre Utah en el seu primer desplegament oficial, octubre de 2005, simulant un dogfight.

En la terminologia de l'aviació militar es denomina dogfight (en anglès «baralla de gossos») al combat aeri proper o combat aeri tancat entre caces. Així, es diu que dos o més avions han protagonitzat un dogfight quan s'han enfrontat en un combat aeri proper, emprant les anomenades "maniobres de combat aeri" (sigles en anglès: ACM).
Les maniobres de combat aeri van ser inventades pels pilots de la Primera Guerra Mundial, que va ser la primera contesa en què es van usar els avions com armes d'una manera massiva i sistemàtica. L'as alemany Oswald Boelcke va crear vuit regles essencials de combat aeri, el Dicta Boelcke Tot i que la tecnologia ha evolucionat moltíssim en el camp de la tecnologia bèl·lica aeronàutica durant les últimes dècades, els pilots de l'actualitat segueixen emprant les mateixes tàctiques per enfrontar-se en l'aire que els seus predecessors de la Gran Guerra.
Això no vol dir que els avenços tècnics no hagin afectat la naturalesa del combat aeri. De fet, la tecnologia ha possibilitat que un pilot pugui disparar-li a un avió enemic un míssil a quilòmetres de distància, emprant avançats radars actuals, serà considerat com "Combat més enllà de l'Abast Visual" (en anglès BVR;  Beyond Visual Range ). A més, gràcies a la toveres d'empenta vectorial, l'ordinador de l'avió pot dirigir el raig que surt per la tovera del motor, per optimitzar el rendiment de l'empenta subministrat i guanyar maniobrabilitat.
No obstant això, quan l'enfrontament es produeix a curta distància, ja no és la tecnologia la que decideix el duel, sinó la perícia del pilot, que s'ha de col·locar per darrere de l'aeronau de l'enemic per poder disparar amb el canó o els míssils infrarojos (IR) de curta distància (encara que aquí també hi ha certa diferència amb el passat, ja que els últims míssils poden ser llançats-almenys en teoria-des de qualsevol direcció, i no necessàriament per darrere, la qual cosa òbviament és molt més difícil).
En l'actualitat, i després de les experiències adquirides en diverses guerres, diverses forces aèries tenen escoles dedicades a l'ensenyament i investigació de les tàctiques i maniobres de combat aeri. La més famosa de totes elles sigui probablement la Navy Fighter Weapons School, de la marina nord-americana, fundada a conseqüència de la Guerra del Vietnam i anomenada Topgun.